# ألفريدو كيسادا
ألفريدو كيسادا (بالإسبانية: Alfredo Quesada)‏ هو لاعب كرة قدم بيروفي في مركز الوسط، ولد في 22 سبتمبر 1949 في تالارا في بيرو. شارك مع منتخب بيرو لكرة القدم. أما مع النوادي، فقد لعب مع نادي سبورتينغ كريستال.

## وصلات خارجية
- ألفريدو كيسادا على موقع الاتحاد الدولي (مؤرشف)  (الإنجليزية)
- ألفريدو كيسادا على موقع قاعدة بيانات كرة القدم.إي يو (الإنجليزية)
- ألفريدو كيسادا على موقع ناشيونال فوتبول تيمز (الإنجليزية)
- ألفريدو كيسادا على موقع Soccerway.com (الإنجليزية)
- ألفريدو كيسادا على موقع عالم كرة القدم.نت (الإنجليزية)